# نوكيا 3110

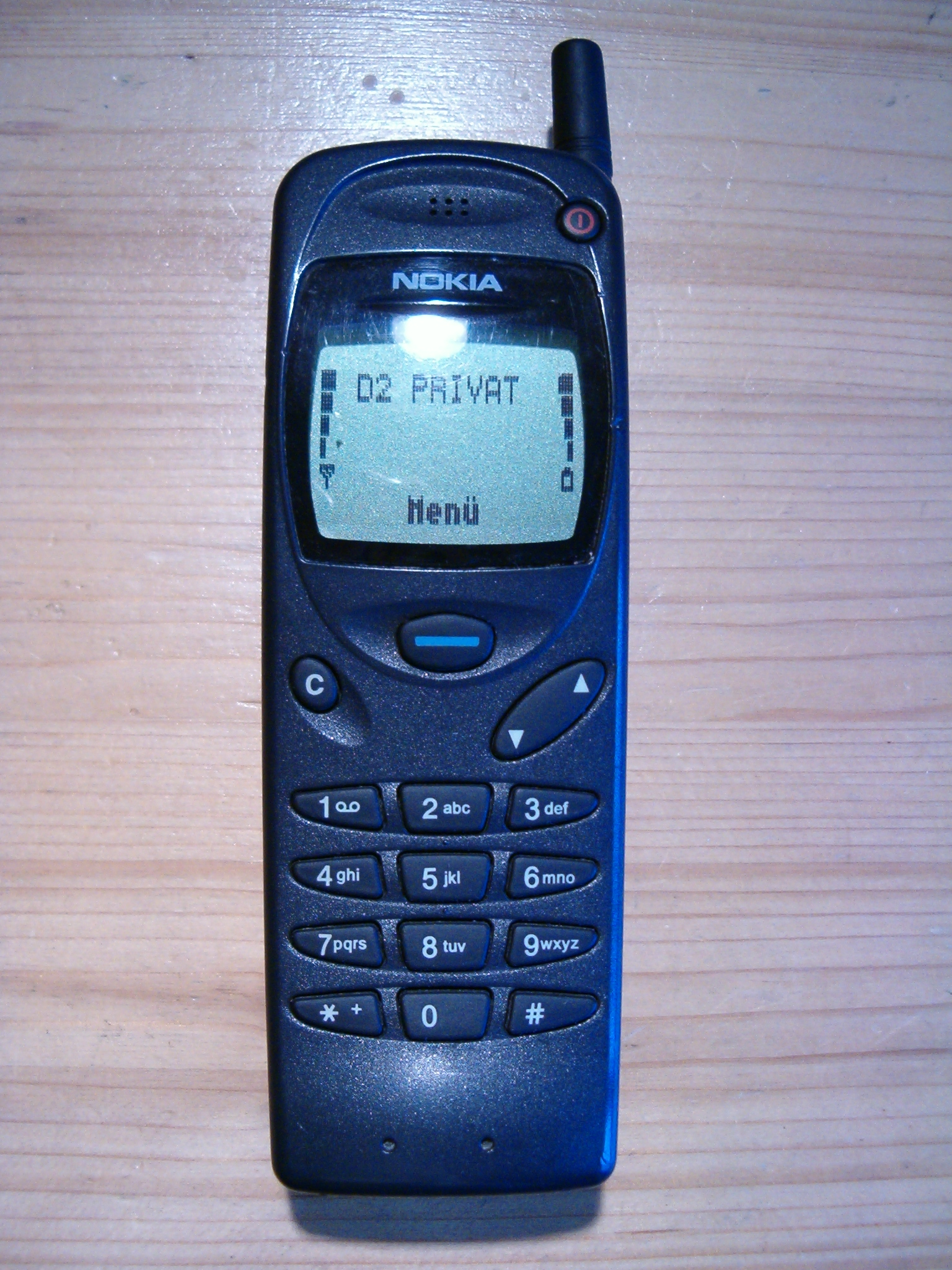
نوكيا 3110

نوكيا 3110 هو أحد أجهزة نوكيا، شركة الهواتف والتقنية النقالة. يأتي هذا الجهاز مع شاشة نوعها ذو لون واحد (مونوكروم). تم إصدار هذا الجهاز في 1997. أما بالنسبة لوضعية إنتاجه الحالية فلم يعد يتم إنتاجه. تقنيته/تردده هي النظام العالمي للإتصالات المتنقلة. جيل الجهاز هو DCT2. عامل الشكل (التصميم) للجهاز هو "قطعة حلوى يدعم هذا الجهاز برامج الجافا.